# Savangiidae
Savangiidae is een familie van ribkwallen uit de klasse van de Tentaculata.

## Geslacht
- Savangia Dawydoff, 1950